# New Providence, Iowa
New Providence là một thành phố thuộc quận Hardin, tiểu bang Iowa, Hoa Kỳ. Năm 2010, dân số của thành phố này là 228 người.

## Dân số
Dân số qua các năm:
- Năm 2000: 227 người.
- Năm 2010: 228 người.